# Crassula peduncularis
Crassula peduncularis ist eine Pflanzenart der Gattung Dickblatt (Crassula) in der Familie der Dickblattgewächse (Crassulaceae). 

## Beschreibung
Crassula peduncularis ist eine einjährige, aufrechte oder mit aufgerichtetem Ende kriechende Pflanze, die bis zu 6 Zentimeter lang wird. Die lanzettlichen bis schmal dreieckigen Laubblätter sind 3 bis 5 Millimeter (selten ab 2,5 Millimeter) lang. Sie sind zugespitzt und grün bis tiefrot gefärbt.
Je Knoten wird ein vierzählige Blüte ausgebildet. Der zur Fruchtzeit verlängerte Blütenstiel ist 5,5 bis 9 Millimeter (selten 0,5 bis 11 Millimeter) lang. Die dreieckigen, zugespitzten Kronblätter sind 1 bis 1,5 Millimeter lang und 0,5 bis 0,7 Millimeter breit. Die becherartige Blütenkrone ist weiß und etwas rot getönt. Ihre 1,3 bis 1,7 Millimeter langen und 0,5 Millimeter breiten Kelchblätter sind dreieckig-eiförmig und zugespitzt. Sie sind länger als die Kronblätter. Die schmal länglichen Nektarschüppchen sind 0,6 Millimeter lang. Je Fruchtblatt werden acht bis neun (selten 6 bis 16) Samen ausgebildet. Die länglichen Samen sind rötlich braun, längsgestreift und warzig. Sie sind etwa 0,35 bis 0,45 Millimeter lang und 0,15 bis 0,2 Millimeter breit.
Die Chromosomenzahl beträgt 2n = 42.

## Systematik und Verbreitung
Crassula peduncularis ist im Süden von Brasilien, in Paraguay, Argentinien, Chile, im Süden von Australien und Neuseeland in feuchtem Schlick in Höhen von bis zu 1500 Metern verbreitet.
Die Erstbeschreibung als Tillaea peduncularis durch James Edward Smith wurde 1817 veröffentlicht. Friedrich Carl Meigen stellte die Art 1893 in die Gattung Crassula. Es existieren zahlreiche Synonyme.

## Nachweise